# Krasnaja Zorka (obwód kurski)
Krasnaja Zorka (ros. Красная Зорька) – chutor w zachodniej Rosji, w sielsowiecie krupieckim rejonu rylskiego w obwodzie kurskim.

## Geografia
Miejscowość położona jest nad rzeką Obiesta, 3 km od centrum administracyjnego sielsowietu krupieckiego (Krupiec), 22,5 km od centrum administracyjnego rejonu (Rylsk), 128 km od Kurska.

## Demografia
W 2010 r. miejscowość nie posiadała mieszkańców.